# Egri Kálmán (színművész)
Egri Kálmán (Nagykároly, 1842. november 15. – Kiskunhalas, 1907. június 27.) színész, színigazgató, rendező.

## Életpályája
Szülei: Egri Károly és Soltész Terézia voltak. 1863-ban lett színész Gerő Jakabnál. 1865-ben Nyiri György társulatában volt színész. 1870-ben kapott először színigazgatói engedélyt; 1870–1873 között Belényesen és Orosházán volt színházigazgató. 1873–1875 között Miklósy Gyula és Völgyi György színitársulataiban volt látható. 1875–1877 között Temesváry Lajos mellé szegődött. 1877–1881 között a pesti Népszínháznál működött. Később elsőosztályú vidéki társulatokhoz szerződött (Krecsányi Ignác (1881–1883), Mosonyi Károly (1888–1889), Aradi Gerő (1886–1888)). 1889-ben Miskolcon vezetett színházat. 1889–1896 között Felvidéken és Erdélyben járt társulataival. 1890-ben Zomboron, 1891-ben Brassóban, 1892-ben Szászvárosban, majd ismét Brassóban dolgozott színházigazgatóként. 1894-ben Turócszentmártonban, 1895-ben pedig Nagymihályon igazgatott színházat. 1897-ben Tiszay Dezső társulatában játszott. 1898-ban Szalkay Lajos színművésze volt. 1899-től Pesten szerepelt a Magyar Műszínkörben.
Vidéken kezdett rendezni is. Szép bariton hangja és ízes beszéde a vidék első népszínműénekesei közé emelte. Drámákban is remek alakításokat nyújtott.

## Színházi szerepei
- Csepreghy Ferenc: A sárga csikó – Laci
- Szigligeti Ede: Cigány – Gyuri